# Népszínház (Szabadka)
A szabadkai Népszínház (szerbül Народно позориште / Narodno pozorište, horvátul Narodno kazalište) a város egyik legrégibb épülete, még 1854-ben építették, Skultéti János építész tervei alapján. Önálló magyar és szerb nyelvű társulata van.

## Az épület története

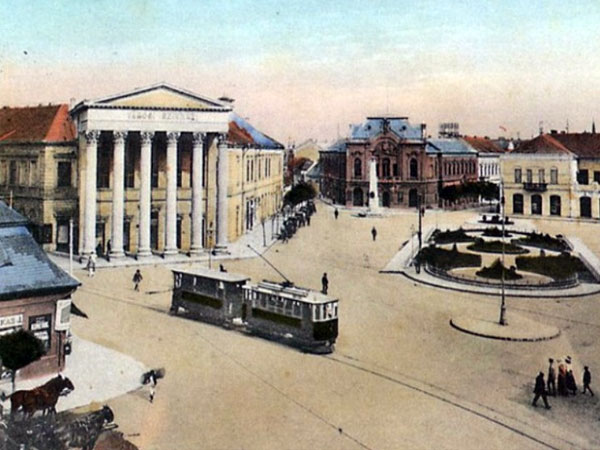
Egy régi képeslapon a 19-20. század fordulóján

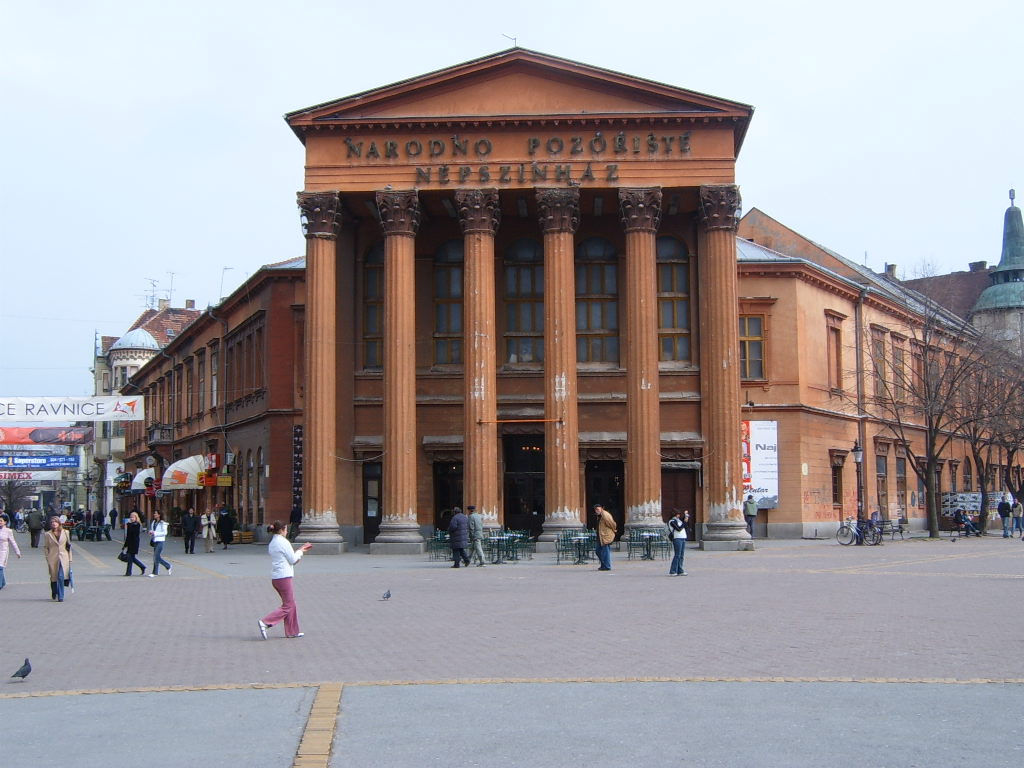
A Népszínház a felújítás előtt

A Kárpát-medence 8. legrégebbi színháza, az egyik első színházépület, amelyet eleve magyar nyelvű színtársulat számára építettek. Magyarországon voltak ugyan szép számmal színtársulatok korábban is, de gyakran csak ideiglenesen szállásolták el őket, a színészek többsége pedig vándorszínész volt. Még Pesten is, színházat először a német nyelvű társulat számára építettek.
Az 1854-ben épült épület mára csak fragmentumaiban maradt meg. Számtalanszor átalakították, 1904-ben átépítették, 1915-ben pedig porig égett a nagyterem, csak a város főterére néző külső fala nem vált a tűz martalékává.
Az első világháború alatt leégett nagytermet 1926-ban építették újjá moziteremmé. Ez már az akkori kor ízlése szempontjából is meglehetősen hanyatló volt, építészeti, művészeti szempontból nem képviselt különösebb értéket.
Szabadka főterének hangulatát alapvetően meghatározza a színház korinthoszi oszlopsora.

### Felújítás
Ma a színházépület nagy része használaton kívül van, mivel állaga annyira leromlott, hogy az épület egyes részein életveszélyes tartózkodni. Az épület felújítása már régóta képezi heves viták tárgyát, amelyet a városvezetés részben a gazdasági recesszió, részben a legutóbbi jugoszláv háborúk miatt kénytelen volt éveken át halogatni.
A színházépület felújítása az egyik legjelentősebb építészeti beruházás lenne az országban, amelynek értéke 23 millió euró körül van, s amelyet 45-45%-ban a Szerb Köztársaság és Vajdaság Autonóm Tartomány, 10%-ban pedig Szabadka Község Önkormányzata állna.
Az építkezés 2011-ben leállt, mert a beruházó elmaradt a fizetéssel a kivitelező Yumol cég felé.

## Színházi élet Szabadkán
A színház hivatalosan 1945 októberében alakult, mint a régió első hivatásos állandó magyar nyelvű társulata. (A magyar közigazgatás alatt nem működött itt állandó színház). Első igazgatója Laták István, első bemutatója Balázs Béla „Boszorkánytánc” c. műve.
A magyar kultúra jelentős alakjai fordultak meg a színházban. Szabadkán kezdte pályafutását Blaha Lujza, rendszeresen járt ide Kosztolányi Dezső, Csáth Géza, többször megfordult itt Bartók Béla.
A színház épületében indult el a szerb színjátszás is a magyart követően, és utóbb ezen patinás épület lett a bácskai horvát színjátszás legfontosabb színhelye.
1985–1995 között a magyar és a szerb társulatot összeolvasztották, ami a gyakorlatban a magyar nyelvű színjátszás fokozatos megszűnését jelentette. Ezért 1994-ben létrejött a városban egy új magyar színház, a Kosztolányi Dezső Színház. 1995-től újjászervezték a Népszínház magyar társulatát.
Sziveri János Sinkó-díjas író dramaturgként dolgozott itt 1985-től.